# Сівковиці
Сівковиці (пол. Siwkowice, нім. Schmelzdorf) — село в Польщі, у гміні Ресько Лобезького повіту Західнопоморського воєводства.
Населення — 78 осіб (2011).
У 1975-1998 роках село належало до Щецинського воєводства.

## Демографія
Демографічна структура станом на 31 березня 2011 року:
|          | Загалом | Допрацездатний вік | Працездатний вік | Постпрацездатний вік |
| -------- | ------- | ------------------ | ---------------- | -------------------- |
| Чоловіки | 40      | 12                 | 26               | 2                    |
| Жінки    | 38      | 6                  | 25               | 7                    |
| Разом    | 78      | 18                 | 51               | 9                    |